# Lake Rotongaroiti
Der Lake Rotongaroiti ist ein See in der Region Waikato auf der Nordinsel von Neuseeland.

## Geographie
Der Lake Rotongaroiti befindet sich zwischen dem südöstlich liegenden Lake Rotongaro, der an der engsten Stelle lediglich rund 190 m entfernt liegt, und dem westlich zu findenden Lake Whangape, der rund 2,8 km entfernt liegt. Die nordwestlichen Ausläufer der Stadt Huntly sind rund 7,7 km südsüdwestlich auszumachen.
Der zwischen 44,5 Hektar und 53 Hektar große See besitzt einen Seeumfang von rund 3,8 km, misst er eine Länge von rund 1,34 km in Südwest-Nordost-Richtung und kommt an seiner breitesten Stelle auf rund 440 m in Nordwest-Südost-Richtung. Die maximale Tiefe des Sees wird in einem Report mit 2,0 m angegeben.
Zwischen dem Lake Rotongaro und dem Lake Rotongaroiti besteht an seiner Ostseite eine rund 470 m lange Verbindung und nach Norden hin mit dem Rotongaro Canal eine Verbindung zum Whangape Stream, der einen Abfluss zum Waikato River ermöglicht.
Das Wassereinzugsgebiet des Sees ermittelte das Institut Land Air Water Aotearoa mit 2094,93 Hektar.